# Championnats d'Europe de boxe amateur 2017
Navigation
Édition précédente Édition suivante
La 42e édition des championnats d'Europe de boxe amateur s'est déroulée à Kharkiv, en Ukraine, du 16 au 24 juin 2017.

## Résultats

### Podiums
| Catégories                  | Or                  | Argent                 | Bronze                              |
| Poids mi-mouches (-49 kg)   | Vasily Egorov       | Galal Yafai            | Yauheni Karmilchyk Samuel Carmona   |
| Poids mouches (-52 kg)      | Daniel Asenov       | Niall Dean Farrell     | Dmytro Zamotayev Brendan Irvine     |
| Poids coqs (-56 kg)         | Peter McGrail       | Mykola Butsenko        | José Quiles Kurt Walker             |
| Poids légers (-60 kg)       | Iurii Shestak       | Gabil Mamedov          | Calum French Pavlo Ishchenko        |
| Poids super-légers (-64 kg) | Hovhannes Bachkov   | Luke McCormack         | Mateusz Polski Evaldas Petrauskas   |
| Poids welters (-69 kg)      | Abass Baraou        | Pat McCormack          | Vasile Belous Yevhenii Barabanov    |
| Poids moyens (-75 kg)       | Oleksandr Khyzhniak | Kamran Şahsuvarlı      | Salvatore Cavallaro Zoltán Harcsa   |
| Poids mi-lourds (-81 kg)    | Joe Ward            | Muslim Gadzhimagomedov | Valentino Manfredonia Damir Plantić |
| Poids lourds (-91 kg)       | Yevgeniy Tishchenko | Cheavan Clarke         | Paul Omba-Biongolo Roy Korving      |
| Poids super-lourds (+91 kg) | Victor Vykhryst     | Frazer Edward Clarke   | Maxim Babanin Djamili-Dini Aboudou  |

### Tableau des médailles
| Rang  | Nation      | Or | Argent | Bronze | Total |
| ----- | ----------- | -- | ------ | ------ | ----- |
| 1     | Ukraine     | 3  | 1      | 2      | 6     |
| 2     | Russie      | 2  | 2      | 1      | 5     |
| 3     | Angleterre  | 1  | 6      | 1      | 8     |
| 4     | Irlande     | 1  | 0      | 2      | 3     |
| 5     | Allemagne   | 1  | 0      | 0      | 1     |
| 5     | Arménie     | 1  | 0      | 0      | 1     |
| 5     | Bulgarie    | 1  | 0      | 0      | 1     |
| 8     | Azerbaïdjan | 0  | 1      | 0      | 1     |
| 9     | Espagne     | 0  | 0      | 2      | 2     |
| 9     | France      | 0  | 0      | 2      | 2     |
| 9     | Italie      | 0  | 0      | 2      | 2     |
| 12    | Biélorussie | 0  | 0      | 1      | 1     |
| 12    | Croatie     | 0  | 0      | 1      | 1     |
| 12    | Hongrie     | 0  | 0      | 1      | 1     |
| 12    | Israël      | 0  | 0      | 1      | 1     |
| 12    | Lituanie    | 0  | 0      | 1      | 1     |
| 12    | Moldavie    | 0  | 0      | 1      | 1     |
| 12    | Pays-Bas    | 0  | 0      | 1      | 1     |
| 12    | Pologne     | 0  | 0      | 1      | 1     |
| Total | Total       | 10 | 10     | 20     | 40    |